# Bachalpsee
Der Bachalpsee – verbreitete Bezeichnung für den Bachsee – ist ein malerischer kleiner Bergsee auf dem First oberhalb von Grindelwald im Schweizer Kanton Bern. Er liegt in den Berner Alpen auf 2266 m ü. M. und besteht aus zwei Teilen, getrennt durch einen kleinen Naturdamm, der kleinere untere Teil liegt knapp acht Meter tiefer.
Von seinem Ufer aus bietet sich ein Panorama auf die mit ewigem Eis bedeckten, weiter südlich liegenden Berge, darunter Wetterhorn (3690 m ü. M.), Schreckhorn (4078 m ü. M.) und Finsteraarhorn (4274 m ü. M.). Die Gegend um den See ist eine Moorlandschaft von nationaler Bedeutung, durch welche sich der Milibach schlängelt. Die vielfältige Flora wird auf einem Naturlehrpfad erläutert.
Der Wanderung vom First zum Bachsee gehört zu den beliebtesten Wanderungen in der Region und ist Teil der Wanderroute First–Faulhorn–Schynige Platte.
Vom Bachsee fließt der Milibach über den Bachlägerwasserfall in die Schwarze Lütschine.

## Nachweise
1. 1 2  Lage und Höhe bei «geo.admin.ch».
2. 1 2  Eintrag mit Fläche bei «ortsnamen.ch».